# Almudena Muñoz
Almudena Muñoz Martínez (Valencia, 4 november 1968) is een voormalig judoka uit Spanje, die haar vaderland tweemaal vertegenwoordigde bij de Olympische Spelen: in 1992 (Barcelona) en 1996 (Atlanta). Bij haar olympische debuut won zij de gouden medaille in de klasse tot 52 kilogram. In de finale was de Spaanse te sterk voor de Japanse Noriko Mizogushi. Een jaar later won ze de zilveren medaille bij de WK in Hamilton in diezelfde gewichtsklasse. In de eindstrijd moest ze haar meerdere erkennen in de Cubaanse Legna Verdecia.

## Erelijst

### Olympische Spelen
- 1992 – Barcelona, Spanje (– 52 kg)

### Wereldkampioenschappen
- 1993 – Hamilton, Canada (– 52 kg)

### Europese kampioenschappen
- 1993 – Athene, Griekenland (– 52 kg)

1992: Almudena Muñoz ·
1996: Marie-Claire Restoux ·
2000: Legna Verdecia ·
2004: Xian Dongmei ·
2008: Xian Dongmei ·
2012: An Kum-ae ·
2016: Majlinda Kelmendi · 
2020: Uta Abe · 
2024: Diyora Keldiyorova